# Stemhebbende palatale fricatief
De stemhebbende palatale fricatief is een medeklinker die in het Internationaal Fonetisch Alfabet aangeduid wordt met [ʝ], en in X-SAMPA met j\. 
De stemhebbende palatale fricatief is een zeldzame klank. Hij komt slechts voor in 7 van de 317 talen die zijn opgenomen in de originele UCLA Phonological Segment Inventory Database. In slechts drie van die zeven talen, het Zurjeens, het Margi, en het Belgisch Nederlands komt de klank samen met de stemloze versie voor.
De klank komt zeer veel voor in het Nederlands zoals gesproken in Vlaanderen. Een voorbeeld is de g in het woord goed. 
Het verschijnsel is in Nederland vooral gekend als 'de (stemhebbende) zachte g', voornamelijk gesproken in Limburg en oostelijk Noord-Brabant.

## Kenmerken
- De manier van articulatie is fricatief, wat wil zeggen dat de klank geproduceerd wordt door hinder die de luchtstroom ondervindt op de plaats van articulatie, waardoor turbulentie ontstaat.
- Het articulatiepunt is palataal, wat inhoudt dat de klank wordt gevormd met het midden of de achterkant van de tong tegen het harde verhemelte.
- Het type articulatie is stemhebbend, wat wil zeggen dat de stembanden meetrillen bij het articuleren van de klank.
- Het is een orale medeklinker, wat wil zeggen dat de lucht door de mond naar buiten stroomt.
- Het is een centrale medeklinker, wat wil zeggen dat de lucht over het midden van de tong stroomt, in plaats van langs de zijkanten.
- Het luchtstroommechanisme is pulmonisch-egressief, wat wil zeggen dat lucht uit de longen gestuwd wordt, in plaats van uit de glottis of de mond.

Deze pagina bevat fonetische informatie in het IPA, die in sommige browsers mogelijk niet correct wordt weergegeven.
Waar symbolen in paren voorkomen, vertegenwoordigt het rechter teken een stemhebbende medeklinker. Gearceerde gebieden bevatten medeklinkers die worden beschouwd als onuitspreekbaar.
Zie ook: IPA, Klinkers